# Lindukuhle Gora
Lindukuhle Gora (* 31. Januar 2001) ist ein südafrikanischer Hürdenläufer, der sich auf die 400-Meter-Distanz spezialisiert hat.

## Sportliche Laufbahn
Erste internationale Erfahrungen sammelte Lindukuhle Gora im Jahr 2018, als er bei den Jugend-Afrikaspielen in Algier in 52,18 s die Goldmedaille über 400 m Hürden gewann. Anschließend startete er bei den Olympischen Jugendspielen in Buenos Aires und blieb dort ohne Platzierung. 2023 wurde er bei den World University Games in Chengdu im Finale disqualifiziert und gewann mit der südafrikanischen 4-mal-400-Meter-Staffel in 3:05,17 min die Bronzemedaille hinter den Teams aus der Türkei und Polen. Im Jahr darauf belegte er bei den Afrikaspielen in Accra in 50,13 s den fünften Platz über 400 m Hürden und verhalf der Mixed-Staffel über 4-mal 400 Meter zum Finaleinzug. Im Juni gelangte er bei den Afrikameisterschaften in Douala mit 50,61 s erneut auf den fünften Platz im Hürdenlauf.
2024 wurde Gora südafrikanischer Meister im 400-Meter-Hürdenlauf.

## Persönliche Bestzeiten
- 400 Meter: 46,30 s, 27. März 2021 in Pretoria
- 400 m Hürden: 49,45 s, 8. März 2018 in Pretoria